# كارلوس ألبرتو ميغيل رودريغيز
كارلوس ألبرتو ميغيل رودريغيز (بالإسبانية: Carlos Alberto Miguel Rodríguez)‏ (1 نوفمبر 1990 بسان سلفادور دي خوخوي في الأرجنتين - ) هو لاعب كرة قدم أرجنتيني في مركز الوسط.

## وصلات خارجية
- كارلوس ألبرتو ميغيل رودريغيز على موقع Soccerway.com (الإنجليزية)